# 蘇族戰爭
苏族战争是19世纪下半叶美国和苏族各族群之间爆發的一系列冲突。1854年，雙方爆發首次衝突。苏族人民在怀俄明州杀死31名美国士兵。1890年，雙方爆發最後一次大規模衝突。